# A Lost Leader
A Lost Leader est un film britannique réalisé par George Ridgwell, sorti en 1922.

## Fiche technique
- Titre original : A Lost Leader
- Réalisation : George Ridgwell
- Société de production : Stoll Picture Productions
- Société de distribution : Stoll Picture Productions
- Pays d'origine :  Royaume-Uni
- Langue originale : anglais
- Format : noir et blanc — 35 mm — 1,37:1 — Film muet
- Genre : Drame
- Dates de sortie : 
  -  Royaume-Uni : 1922

## Distribution
- Robert English : Lawrence Mannering
- Dorothy Fane : Duchesse Bérénice
- Lily Iris : Blanche Fillimore
- Lionel d'Aragon : Sir Leslie Borrowden
- George Bellamy : John Fardell
- Teddy Arundell : Henry Rochester
- Cecil Ward : Lord Redford